# Карибская литература
Карибская литература — это литература различных территорий Карибского региона. Литература на английском языке из бывшей Британской Вест-Индии может называться англо-карибской или, в историческом контексте, вест-индской литературой. Большинство этих территорий стали независимыми государствами с 1960-х годов, хотя некоторые из них сохраняют связи с Соединённым Королевством. Их объединяет, помимо английского языка, ряд политических, культурных и социальных связей, что делает целесообразным рассматривать их литературные произведения в рамках одной категории. Более широкий термин «карибская литература» обычно относится к литературе всех карибских территорий, независимо от языка, написанной на английском, испанском, французском, хиндустани или голландском языке, или на одном из многочисленных креольских языков.
Литература Карибского бассейна уникальна как по языку, так и по тематике. Через темы невиновности, изгнания и возвращения на родину, сопротивления и выносливости, участия и отчуждения, самоопределения карибская литература обеспечивает мощную платформу для постколониальных исследований и карибской литературы, что важно в контексте всей литературы.

## «Карибская литература» против «литературы Вест-Индии»
По мере расширения исследований ведутся споры о правильном термине, который следует использовать для литературы, происходящей из региона. Оба термина часто используются взаимозаменяемо, несмотря на то, что они имеют разное происхождение и относятся к несколько разным группам людей. Поскольку так много карибской идентичности связано с «коварным расизмом» и «оправданием рабского труда», обычно обращаются к автору статьи по поводу предпочтений в идентичности.
Вест-Индская литература определяется как происходящая из «Вест-Индии», которая включает «острова Карибского моря» и термин «использовался сначала [для] коренного населения, а впоследствии как [для] поселенцев европейского происхождения, так и людей африканского происхождения, привезённых в район в качестве рабов». Вест-Индия также может относиться к вещам, которые можно «проследить» до Вест-Индии, но создатели «живут в другом месте». Вест-Индия «была термином, придуманным колонизирующими европейскими державами». Карибский бассейн, с другой стороны, определяется только как «Карибский бассейн… его люди и их культуры».
Другие проблемы включают языковые классификации, такие как креольская карибская литература и англоязычная карибская литература. Разные языки также ссылаются на разные тексты. Пока нет устоявшейся терминологии, вопрос требует признания, так как это литература исторически угнетённых людей. Испанские Карибские острова включают Кубу, Пуэрто-Рико, Доминиканскую Республику и Панаму, а также острова Венесуэлы и Карибское побережье Колумбии.

## Территории, включённые в категорию Вест-Индия
Литература Ангильи, Антигуа и Барбуды, Арубы, Кюрасао, Багамских островов, Барбадоса, Белиза, Британских Виргинских островов, Каймановых островов, Доминики, Гренады, Гайаны, Ямайки, Монтсеррата, Сен-Мартена, Сент-Китса и Невиса, Сент-Люсии, Сент-Винсент и Гренадины, Суринама, Тринидада и Тобаго, Тёркс и Кайкос и Виргинские острова США обычно считаются принадлежащими к более широкой категории вест-индской литературы.

## Развитие концепции вест-индской литературы
Термин «Вест-Индская литература» впервые получил широкое распространение в 1950-х годах, когда в Соединённом Королевстве начали публиковаться такие писатели, как Сэмюэл Селвон, Джон Хирн, Эдгар Миттельхольцер, В. С. Найпол и Джордж Лемминг. Ощущение единой литературы, развивающейся на островах, также поощрялось в 1940-х годах радиопрограммой BBC Caribbean Voices, в которой были представлены рассказы и стихи, написанные авторами из Вест-Индии, записанные в Лондоне под руководством продюсера-основателя Уны Марсон, а затем Генри Суонзи, и они транслировались «обратно» на острова . Такие журналы, как Kyk-Over-Al в Гайане, Bim на Барбадосе и Focus на Ямайке, в которых публиковались работы писателей со всего региона, также поощряли ссылки и помогали формировать аудиторию.
Многие — возможно, большинство — писатели из Вест-Индии сочли необходимым покинуть свои родные территории и обосноваться в Соединённом Королевстве, Соединённых Штатах или Канаде, чтобы зарабатывать на жизнь своей работой — в некоторых случаях тратя большую часть своего времени вдали от территорий своего рождения. Критики на данных территориях могут утверждать, что, например, В. С. Найпола следует считать британским, а не тринидадским писателем, или Джамайку Кинкейд и Пол Маршалл следует считать американскими писательницами, но большинство читателей и критиков из Вест-Индии по-прежнему считают их «вест-индскими писателями».
Литература Вест-Индии охватывает такие же широкие темы, как и любая другая «национальная» литература, но в целом многие писатели Вест-Индии разделяют особую озабоченность вопросами идентичности, этнической принадлежности и языка, которые возникают из карибского исторического опыта.

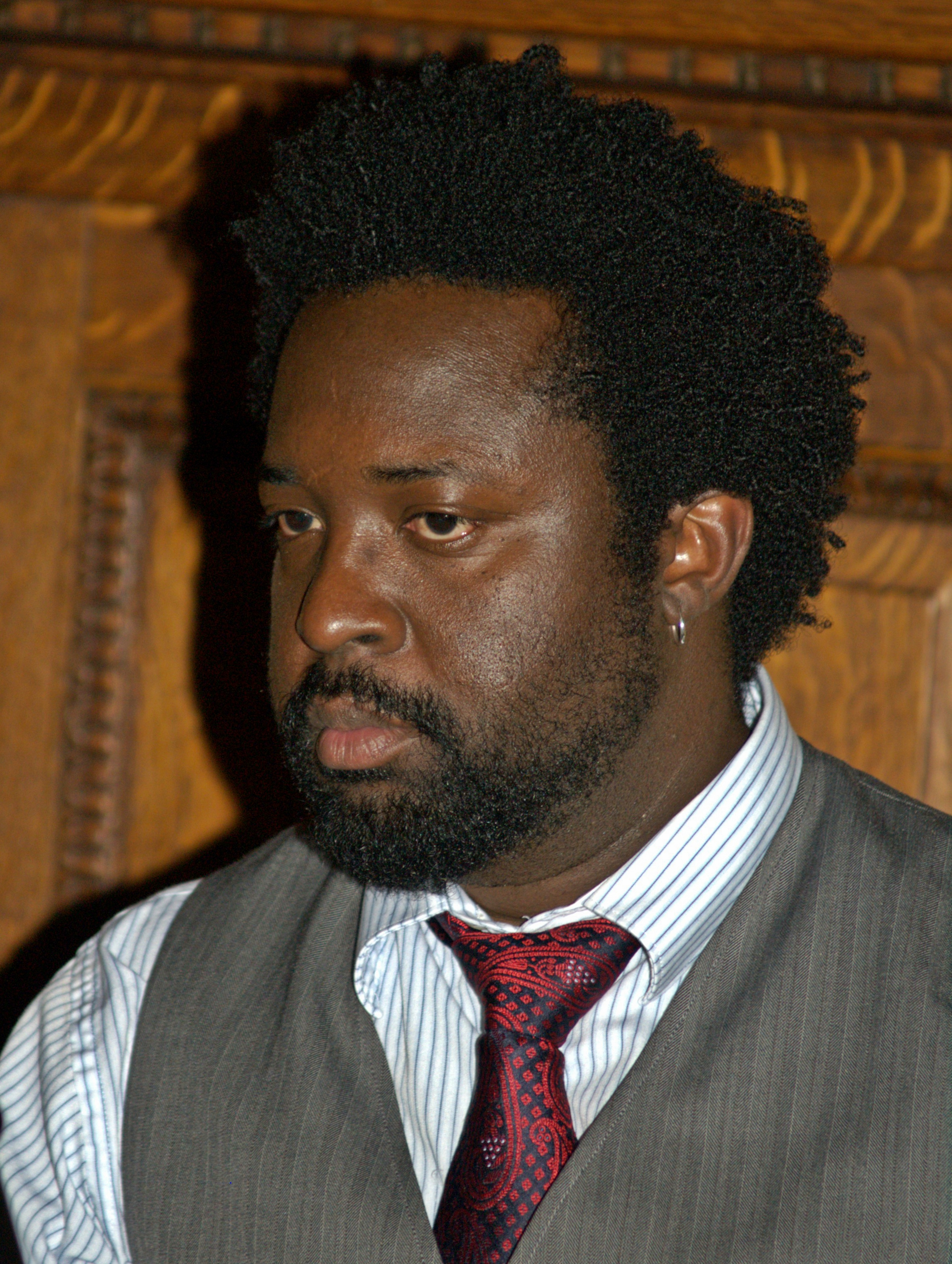
Марлон Джеймс на Бруклинском книжном фестивале 2010 года

Одной из уникальных и широко распространённых характеристик карибской литературы является использование «диалектных» форм национального языка, часто называемых креольскими. Различные местные вариации языка, заимствованные у колониальных держав, таких как Великобритания, Испания, Португалия, Франция и Нидерланды, с годами изменялись в каждой стране, и каждая из них разработала своё смешение, уникальное для страны. Многие карибские авторы в своих произведениях свободно переключаются между местным вариантом, который теперь обычно называют национальным языком, и стандартной формой языка. Два писателя из Вест-Индии получили Нобелевскую премию по литературе: Дерек Уолкотт (1992 г.), родился в Сент-Люсии, проживал в основном на Тринидаде в 1960-х и 1970-х годах, а с тех пор частично в Соединённых Штатах; и В. С. Найпол, родившийся в Тринидаде и проживающий в Соединённом Королевстве с 1950 года (Сен-Жон Перс, получивший Нобелевскую премию в 1960 году, родился на французской территории Гваделупа).
Среди других известных имён в (англоязычной) карибской литературе были Уна Марсон, Эрл Лавлейс, Остин Кларк, Клод Маккей, Луиза Беннетт, Орландо Паттерсон, Эндрю Салки, Эдвард Камау Брэтуэйт (который родился на Барбадосе и жил в Гане и на Ямайке), Линтон Квеси Джонсон, Велма Поллард и Мишель Клифф, и это лишь некоторые из них. В последнее время появилось несколько литературных голосов из Карибского бассейна, а также из карибской диаспоры, в том числе Кэрил Филлипс из Сент-Китс и Невис (живёт в Великобритании с месячного возраста); Эдвидж Дантика, гаитянская иммигрантка в США; Энтони Келлман из Барбадоса, который делит своё время между Барбадосом и Соединёнными Штатами; Андреа Леви из Великобритании; ямайцы Алисия Маккензи, жившая в Бельгии, Сингапуре и Франции, а также Колин Ченнер и Марлон Джеймс, автор романа «Краткая история семи убийств» (2014), удостоенного Букеровской премии (а также «Дьявола» Джона Кроу, «Книги ночных женщин», неопубликованного сценария «Мертвецы» и рассказа «Под покровом тьмы»), антигуанка Мари-Элена Джон и Ласана М. Секу из Сен-Мартена.

## Темы миграции, пейзажей, природы
Карибские земли и моря изображались иностранными художниками и писателями как рай на земле. Учёные и писатели в области постколониальных исследований исследовали и опубликовали информацию об этом культурном феномене пустого острова и о расистских последствиях вымышленной пустоты местных жителей и их культур. Карибские классические романы, такие как «Широкое Саргассово море» Джин Рис (1966), вдохновили на создание фильмов, рассказов и стихов других художников, которые стремятся деколонизировать отношения людей и пейзажи.
Карибские романисты наполняют островные пейзажи бурлящей жизнью местных жителей и мигрантов. Миграция карибских рабочих к Панамскому каналу часто используется в качестве основы для повествования. В романе Мариз Конде «Древо жизни» (1992) обсуждается участие семейных уз и то, как люди стремятся улучшить свою судьбу, работая над строительством Панамского канала. Ещё одна современная классика культуры мигрантов — роман Рамабаи Эспине «Качающийся мост» (2003), в котором исследуется травма, связанная с перемещением, индийскими контрактами и явлением невидимости, связанным с женщинами.
Карибские рассказы и стихи изобилуют ссылками на штормы, ураганы и стихийные бедствия. Дерек Уолкотт написал «Море — это история» и драматизировал влияние тропических штормов и ураганов на местных жителей.
Карибская литература использует сельскохозяйственную символику, чтобы представить сложности колониального правления и внутренние ценности земель. Местные фрукты и овощи появляются в колонизированном и деколонизирующем дискурсе. Дерек Уолкотт описывает осложнения колониализма, используя в своих стихах метафоры местных фруктов, таких как звёздчатые яблоки, чтобы обозначить сложность кислотности и сладости. Постколониальная работа Джаннины Браски «Банановые Соединённые Штаты» представляет политическую и экономическую сделку между Китаем и Пуэрто-Рико как обмен миски риса на тарелку бобов и личи на квенепу.

## Поэзия
Карибская поэзия — это обширная и быстро развивающаяся область поэзии, написанная людьми из Карибского региона и диаспоры.
Карибская поэзия обычно относится к множеству поэтических форм, включая эпические, лирические стихи, стихи в прозе, драматическую поэзию и устную поэзию, сочинённые на карибских территориях независимо от языка. Однако чаще всего стихи написаны на английском, испанском, спанглиш, французском, хиндустани, голландском или другом (креольском) языке. Поэзия на английском языке из бывшей Британской Вест-Индии упоминается как англо-карибская поэзия или поэзия Вест-Индии.
С середины 1970-х карибская поэзия становится всё более заметной благодаря публикации в Великобритании и Северной Америке нескольких антологий. На протяжении десятилетий канон менялся и расширялся, опираясь как на устные, так и на литературные традиции, включая больше женщин-поэтов и произведений с политической подоплёкой. Карибские писатели, поэты-исполнители, газетные поэты, авторы-исполнители создали популярную форму искусства, поэзию, услышанную публикой во всем мире. Карибская устная поэзия разделяет энергию письменной традиции.
Среди наиболее выдающихся карибских поэтов, чьи произведения широко изучаются (и переводятся на другие языки): Дерек Уолкотт (лауреат Нобелевской премии по литературе 1992 года), Камау Брейтуэйт, Эдуар Глиссан, Джаннина Браски, Лорна Гудисон, Эме Фернан Сезер, Линтон Квеси Джонсон, Кваме Доус и Клаудия Рэнкин.
Общие темы включают: изгнание и возвращение на родину; отношение языка к нации; колониализм и постколониализм; самоопределение и свобода; расовая идентичность.

## Писательницы
Карибские писательницы описывают множество стилей и тем, представленных в жанрах поэзии, театра, рассказов, эссе и романов. Существует также растущая область исследований того, как женщины-авторы рассматривают жизнь женщин в условиях диктатуры, эротизм и тело, историю и идентичность, миграцию, афро-карибскую историю, деколонизацию, революцию, квир-теорию и бесчисленное множество других тем.
Среди крупных романистов Мариз Конде (Гваделупа), Мерл Ходж (Тринидад), Пол Маршалл (американка с Барбадоса), Синтия Маклауд (Суринам), Элизабет Нуньес (американка с Тринидада), Тифани Яник (Виргинские острова), Росарио Ферре (Пуэрто-Рико) и Мишель Клифф (Ямайка).
Среди поэтесс Махадай Дас (Гайана), Ленель Моис (Гаити), Памела Мордекай (Ямайка), Лорна Гудисон (Ямайка), Хулия де Бургос (Пуэрто-Рико), Джаннина Браски (Пуэрто-Рико), Мерл Коллинз (Гренада), Шара Маккаллум (Ямайка) и Олив Синиор (Ямайка).
Среди драматургов Уна Марсон, писавшая на английском языке, и Ина Сезер (Мартиника) и Симона Шварц-Барт (Франция/Гваделупа), писавшие на французском языке.

## Эпос
Есть много эпических историй, пьес и стихов, написанных на Карибах и о Карибском регионе. Элегия Хуана де Кастельяноса Прославленным джентльменам Индий (1589), датируемая XVI веком, представляет собой эпос в стихах, в котором прослеживается прибытие Колумба до завоевания Кубы, Ямайки, Тринидада и Маргариты. В произведении рассказывается о колонизации Пуэрто-Рико Хуаном Понсе де Леоном в поисках мифического источника молодости. Более поздние эпосы испанской Вест-Индии включают национальный эпос Мануэля де Хесуса Гальвана «Меч и крест» (1954), в котором рассказывается о мифах и историях колонии Эспаньола.
В эпических произведениях XX века затрагиваются такие темы, как расистское наследие, экономический терроризм и деколонизация карибской культуры и политики. Лауреат Нобелевской премии Дерек Уолкотт написал одно из величайших современных эпических произведений, написанных на английском языке, «Омерос» (1990). Эта эпическая поэма разделена на семь книг, содержащих шестьдесят четыре главы. Большая часть стихотворения написана в трёхстрочной форме, напоминающей терцинную форму, которую Данте использовал в «Божественной комедии». В работе используется местный островной фольклор и древнегреческие мифы, такие как «Илиада» Гомера, для обращения к наследию греческой, римской и американской культуры, включая расизм и рабство. Части повествования происходят на родном острове Уолкотта Сент-Люсии, но есть также путешествия во времени в древнюю Грецию и Рим, а также путешествия в современный Лиссабон, Лондон, Дублин, Торонто.
«Империя грёз» Джаннины Браски (1988) — это постмодернистский эпос, состоящий из шести сборников стихов, в которых смешаны элементы эклогов, эпиграмм, лирики, стихотворения в прозе, дневника, джинглов, пуэрто-риканского фольклора и политического манифеста. В работе прослеживается история испанского языка от средневековья до современной культуры Пуэрто-Рико, Кубы, чикано и нуйорики. Более поздняя эпопея Браски, написанная на английском языке, — это «Банановые Соединённые Штаты» (2011), геополитическая трагикомедия о падении Американской империи, освобождении Пуэрто-Рико и перераспределении сил между странами Карибского бассейна. Смешивая элементы поэзии, лирического эссе, карибских песен и сократовских диалогов, этот эпос затрагивает темы глобального долга, финансового терроризма и деколонизации.
Творчество тринидадского драматурга и писателя Эрла Лавлейса было описано как перформанс-эпопея, в которой ритмы стил-бэнда и калипсо смешиваются со сложными повествованиями о власти чёрных и политической, духовной и психической борьбе за деколонизацию. Его самые известные произведения — «Дракон не умеет танцевать» (1979) и «Соль» (1996), получившие Книжную премию Содружества.

## Литературные фестивали
В последние годы во многих частях Карибского бассейна стали проводиться литературные фестивали, в том числе в Ангилье Anguilla Lit Fest, в Тринидаде и Тобаго NGC Bocas Lit Fest, на Ямайке Международный литературный фестиваль Calabash, в Сент-Мартин/Синт-Мартен книжная ярмарка Св. Мартина, литературный фестиваль Бима на Барбадосе, литературный фестиваль и книжная ярмарка на острове природы в Доминике, фестиваль слова Alliouagana в Монтсеррате, Литературный фестиваль Антигуа и Барбуда, Литературный фестиваль и книжная ярмарка Виргинских островов.

## Премии
- Премия Дома Америк
- Премия OCM Bocas в области карибской литературы[англ.][43]
- Гран-при по карибской литературе, Ассоциация карибских писателей (Гваделупа)[44]

## Известные вест-индские писатели
(по территории рождения или взросления)

### Антигуа
- Элена-Мари Джон[англ.]
- Джамайка Кинкейд
- Джоанна Хиллхаус[англ.]

### Багамы
- Роберт Энтони[англ.]
- Марион Бетель[англ.]

### Барбадос

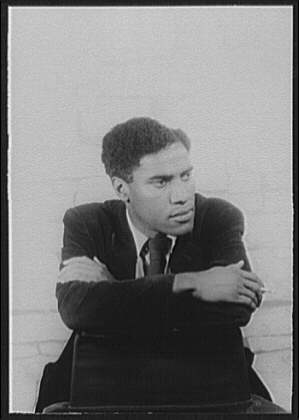
Джордж Лемминг

- Вуди Блэкмен[англ.]
- Камау Брейтуэйт
- Остин Кларк[англ.]
- Фрэнк Коллимор[англ.]
- Джеффри Дрейтон[англ.]
- Энтони Келлман[англ.]
- Джордж Лемминг
- Карен Лорд[англ.]
- Пол Маршалл[англ.]
- Андреа Стюарт[англ.]
- Синтия Уилсон[англ.]

### Белиз

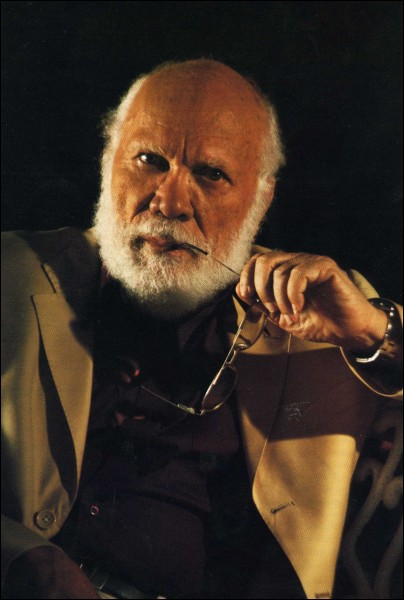
Франкетьен

- Колвилл Янг
- Зи Эджелл[англ.]

### Бонэйр
- Кола Деброт[англ.]

### Виргинские острова
- Тифани Яник[англ.]

### Гаити

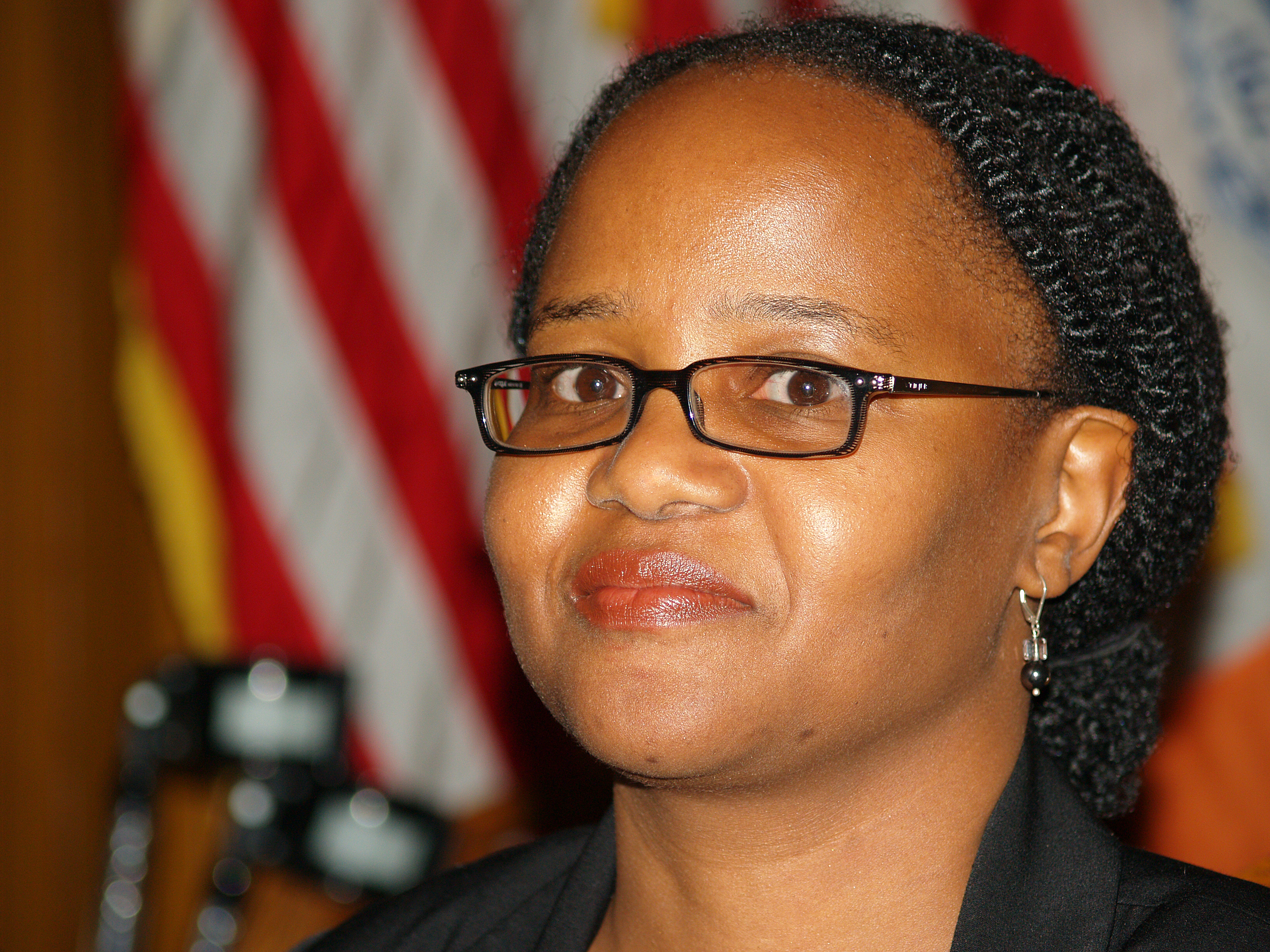
Эдвидж Дантика

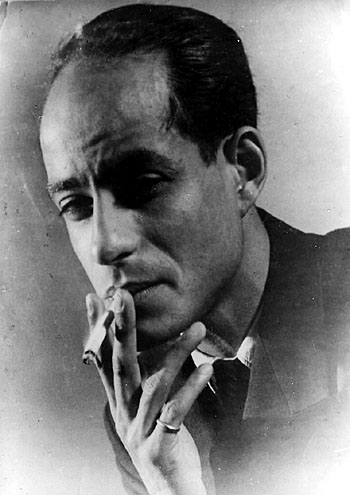
Жак Румен

- Эдвидж Дантика
- Рене Депестр
- Мари Вьё-Шове[англ.]
- Мириам Чанси[англ.]
- Дани Лаферьер
- Димитрий Элиас Леже[англ.]
- Жак Румен
- Эмерик Берго[англ.]
- Франкетьен
- Бобран Ардуэн
- Эмиль Нау[англ.]
- Игнас Нау[англ.]
- Лионель Труйо[англ.]
- Рене Филоктет

### Гайана
- Джон Агард[англ.]
- Гайутра Бахадур[англ.]
- Эдуард Рикардо Брейтуэйт
- Ян Кэрью[англ.]
- Мартин Картер[англ.]
- Сирил Дэбидин[англ.]
- Дэвид Дэбидин
- Фред д’Агюяр
- Оскар Даторн[англ.]
- Берил Гилрой
- Уилсон Харрис
- Рой Хит[англ.]
- Руэл Джонсон[англ.]
- Унья Кемпаду[англ.]
- Питер Кемпаду[англ.]
- Шарон Маас[англ.]
- Марк Макуотт[англ.]
- Полин Мелвилл
- Эдгар Миттельхольцер
- Грейс Николс
- Гордон Ролер[англ.]
- Артур Джеймс Сеймур[англ.]
- Ян Шайнбурн[англ.]
- Эрик Уолронд[англ.]
- Денис Уильямс[англ.]

### Гваделупа
- Мариз Конде
- Сен-Жон Перс
- Жизель Пино
- Симона Шварц-Барт[англ.]

### Гренада
- Джейкоб Росс[англ.][45]
- Тобиас Бакелл[англ.]
- Мерл Коллинз[англ.]
- Гус Джон[англ.]

### Доминика
- Филлис Шанд Олфри
- Леннокс Хоничёрч
- Эльма Напье[англ.]
- Джин Рис

### Куба

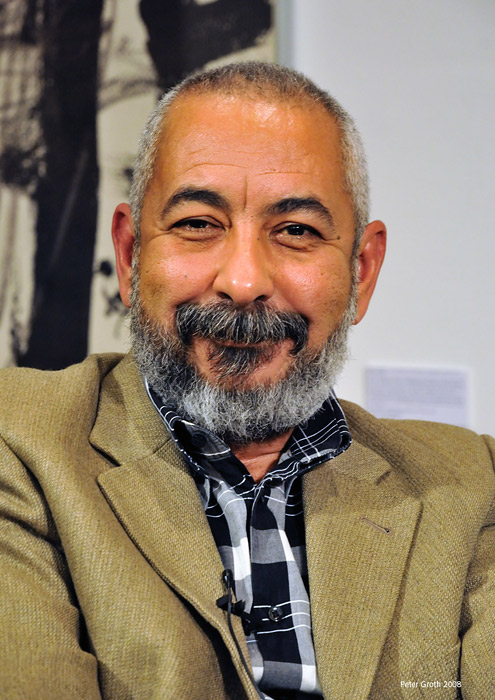
Леонардо Падура

- Антонио Бенитес-Рохо[англ.]
- Гильермо Кабрера Инфанте
- Алехо Карпентьер
- Роберто Фернандес Ретамар
- Николас Гильен
- Хорхе Энрике Гонсалес Пачеко[англ.]
- Хосе Лесама Лима
- Дульсе Мария Лойнас
- Хосе Марти
- Карлос Мур[англ.]
- Нэнси Морехон
- Леонардо Падура
- Вирхилио Пиньера
- Эмилио Хорхе Родригес[англ.]
- Гильермо Росалес[англ.]
- Северо Сардуй

### Кюрасао
- Франк Мартинус Арион
- Хемаэль Мартина[англ.]
- Тип Маругг[англ.]

### Мартиника

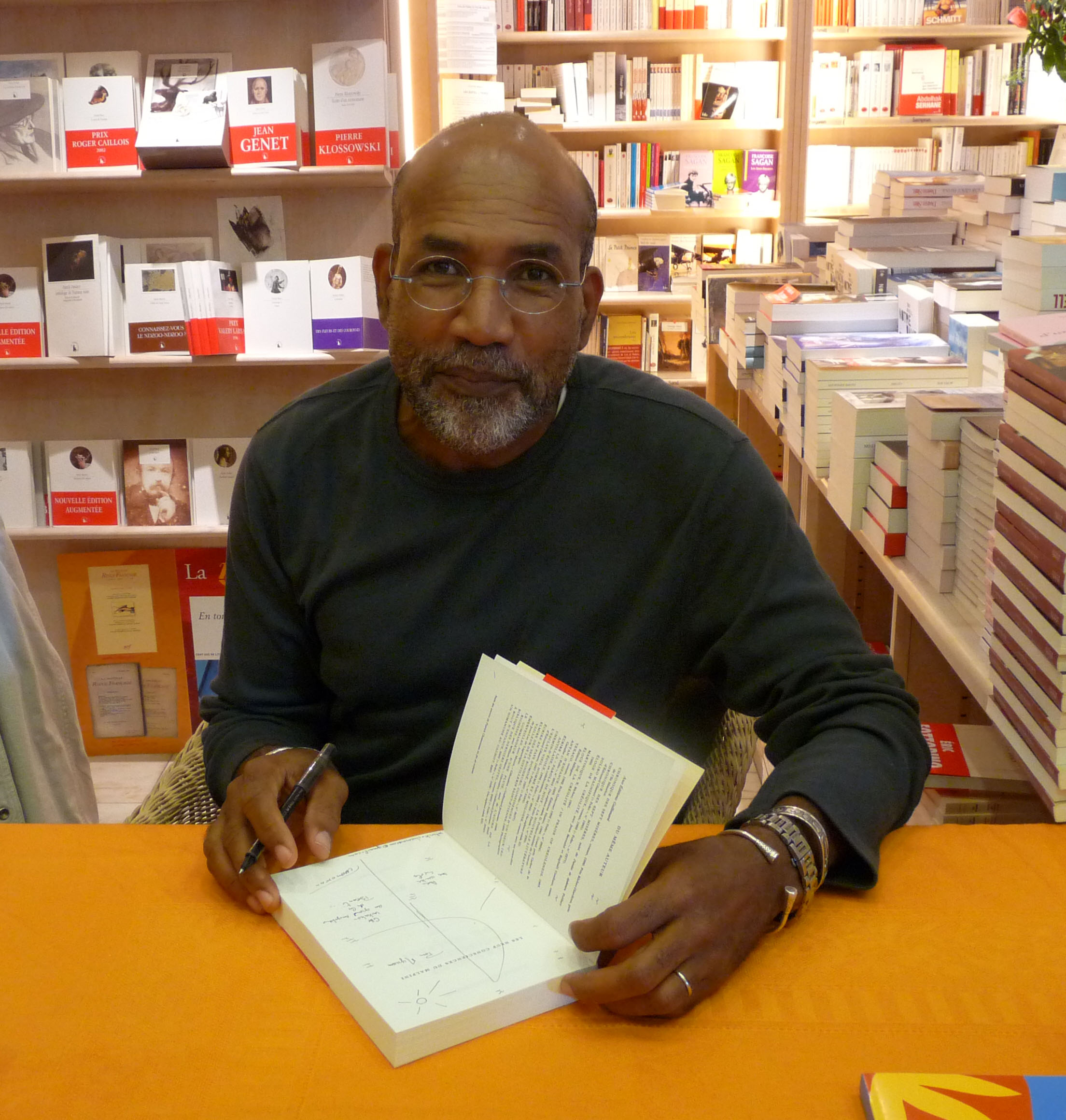
Патрик Шамуазо

- Мари-Мадлен Карбе
- Эме Сезер
- Патрик Шамуазо
- Франц Фанон
- Эдуар Глиссан
- Рафаэль Конфьян

### Монтсеррат
- Говард Фергус[англ.]
- Эдвард Маркхэм[англ.]
- Ивонн Уикс[англ.]

### Пуэрто-Рико
- Джаннина Браски
- Лола Родригес де Тио
- Росарио Ферре
- Хуан Карлос Кинтеро Эренсия[англ.]
- Эугенио Мария де Остос
- Луис Палес-Матос
- Хулия де Бургос
- Аврора Левинс Моралес[англ.]
- Мануэль Рамос Отеро[англ.]
- Луис Рафаэль Санчес
- Эсмеральда Сантьяго[англ.]
- Майра Сантос-Фебрес[англ.]
- Ана Лидия Вега[англ.]
- Хосе Луис Вега[англ.]
- Франсиско Арриви[англ.]
- Рене Маркес[англ.]

### Сент-Винсент и Гренадины
- Шейк Кин[англ.]

### Сент-Китс и Невис
- Кэрил Филиппс

### Сент-Люсия

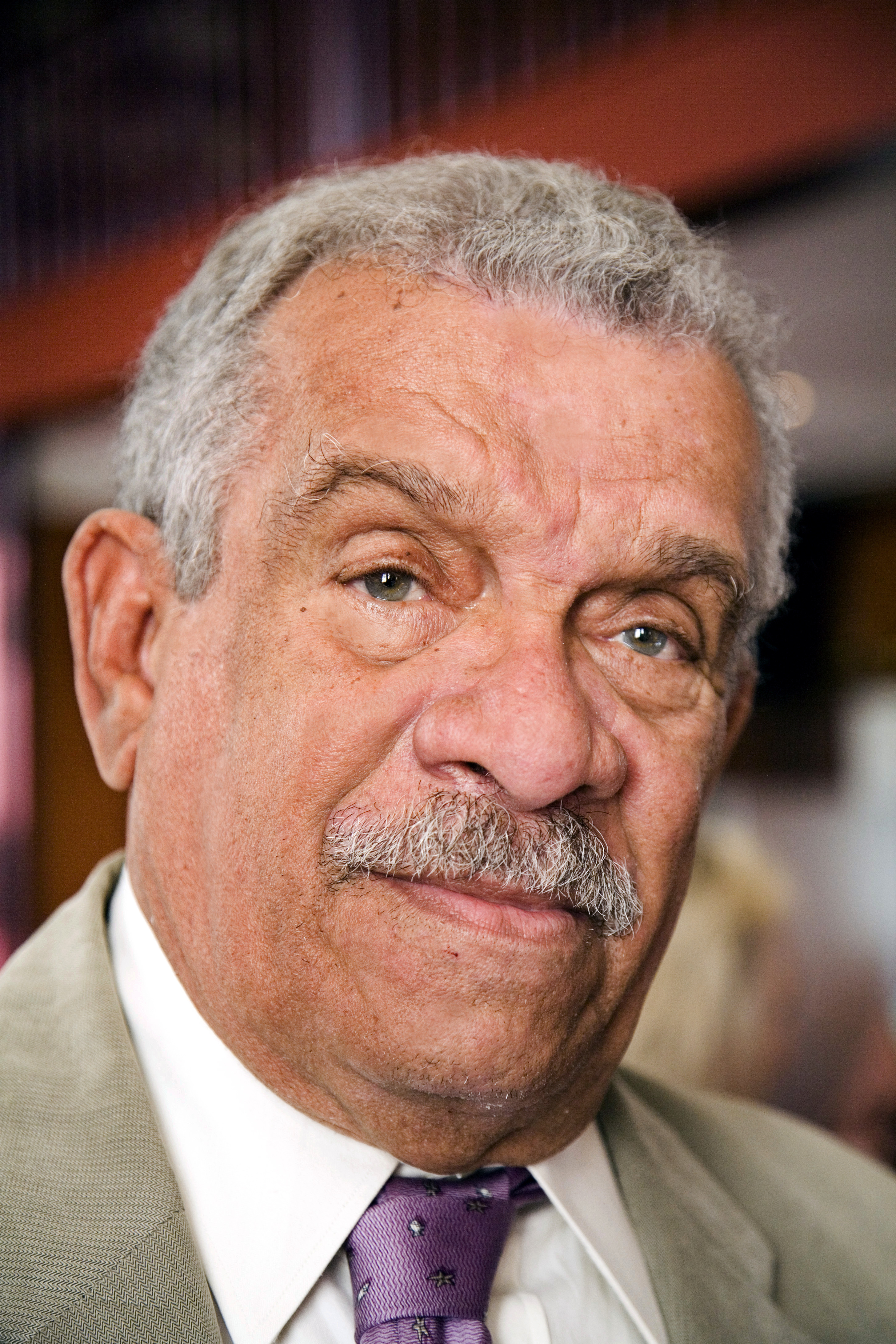
Дерек Уолкотт

- Кендел Ипполит[англ.]
- Джейн Кинг[англ.]
- Владимир Люсьен[англ.]
- Дерек Уолкотт

### Сент-Мартин
- Ласана Секу[англ.]

### Суринам
- Кларк Аккорд[англ.]
- Альберт Хелман[англ.]
- Синтия Маклауд
- Исмене Кришнадат[англ.]

### Тринидад и Тобаго

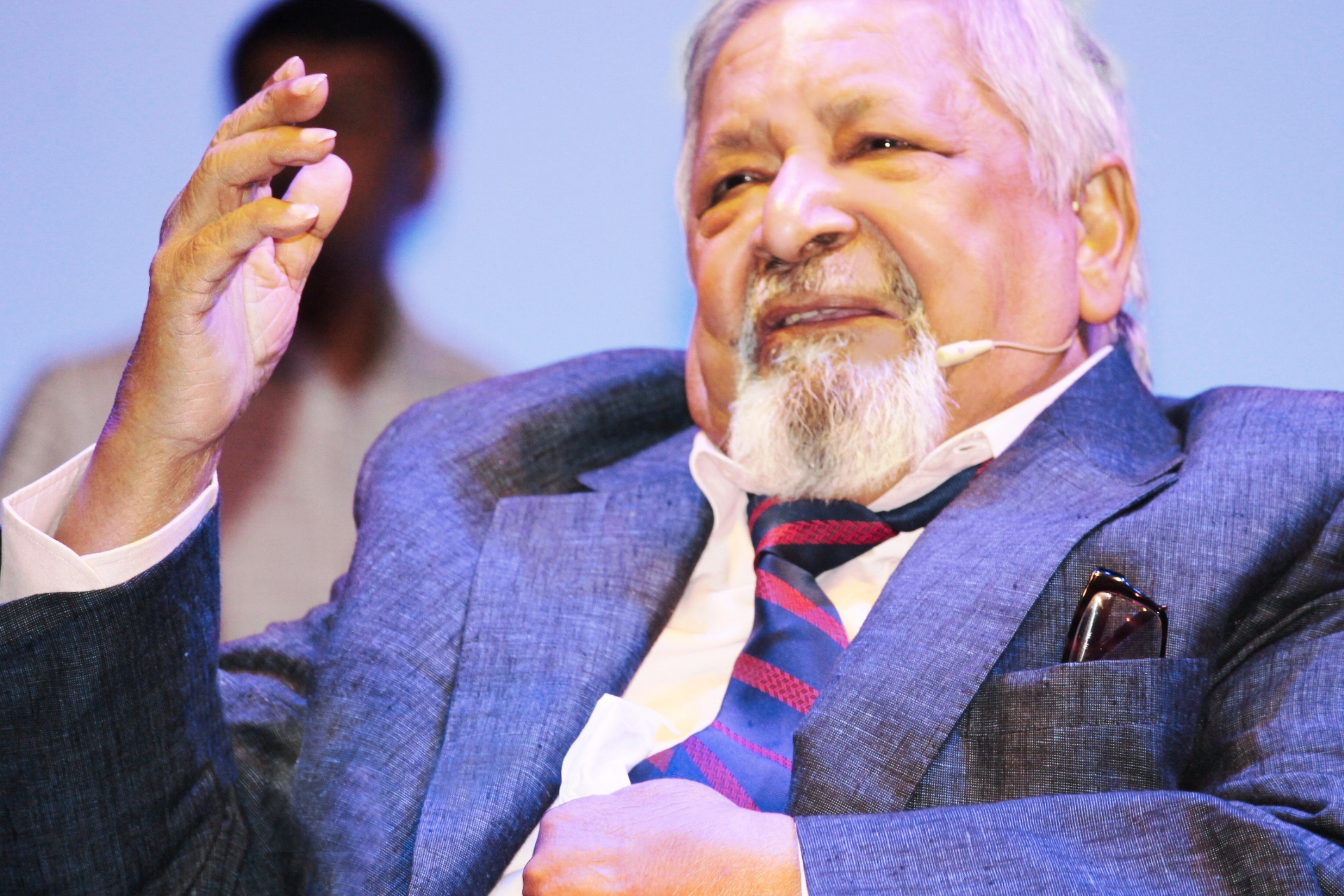
Видиадхар Сураджпрасад Найпол

- Джеймс Эбауд[англ.]
- Лиза Аллен-Агостини[англ.]
- Лорен Аллейн[англ.]
- Майкл Энтони[англ.]
- Роберт Энтони[англ.]
- Кевин Балдеосингх[англ.]
- Дионна Брэнд[англ.]
- Леннокс Браун[англ.]
- Уэйн Браун[англ.]
- Вани Капилдео[англ.]
- Ральф де Буасьер[англ.]
- Рамабай Эспинет[англ.]
- Альберт Гомес
- Сесил Грей[англ.]
- Роза Ги[англ.]
- Эррол Хилл[англ.]
- Мерл Ходж[англ.]
- Сирил Джеймс
- Энтони Джозеф[англ.]
- Рой Квабена[англ.]
- Гарольд Сонни Ладу[англ.]
- Джон Лароуз[англ.]
- Эрл Лавлейс
- Джон Лайонс[англ.]
- Рабиндранат Махарадж[англ.]
- Иэн Макдональд
- Альфред Мендес[англ.]
- Шани Муту
- Шива Найпол
- Видиадхар Сураджпрасад Найпол
- Элизабет Нуньес[англ.]
- Лакшми Персо[англ.]
- М. НурбеСе Филип[англ.]
- Дженнифер Рахим[англ.]
- Кеннет Рамчанд[англ.]
- Роджер Робинсон[англ.]
- Моника Роффи[англ.]
- Лоуренс Скотт[англ.]
- Сэмюэл Селвон
- Фрэнсис-Энн Соломон[англ.]
- Эйнту Перл Спрингер[англ.]
- Кеннет Видиа Пармасад[англ.]
- Элизабет Уолкотт-Хэкшоу[англ.]
- Эрик Уильямс

### Ямайка

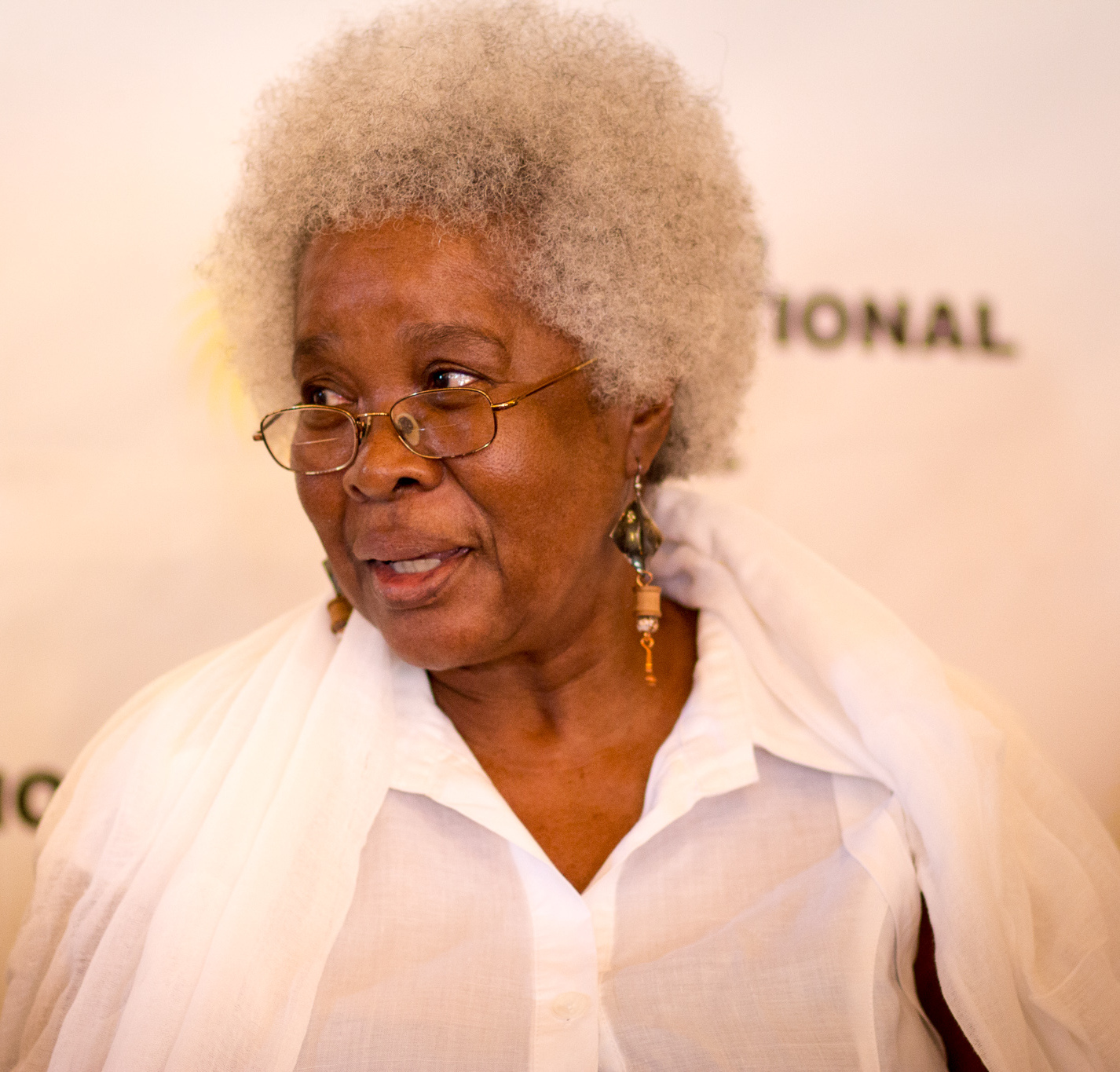
Эрна Бродер

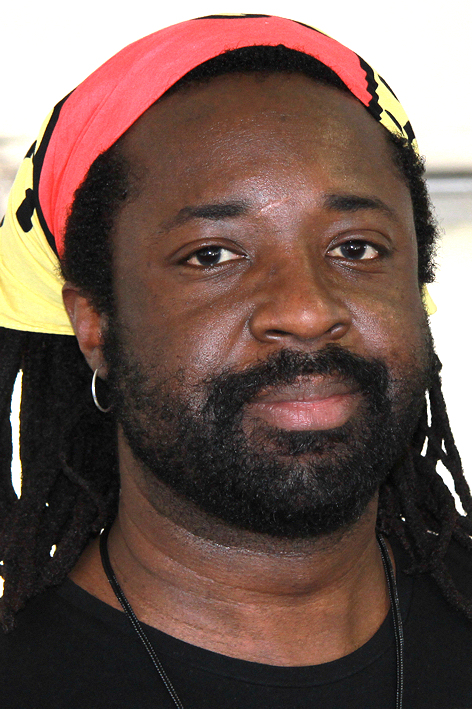
Джеймс Марлон

- Луиза Беннет-Коверли[англ.]
- Джеймс Берри[англ.]
- Эрна Бродер
- Маргарет Сезар-Томпсон[англ.]
- Колин Ченнер[англ.]
- Мишель Клифф[англ.]
- Кваме Дейвс[англ.]
- Жан д’Коста[англ.]
- Герберт Джордж де Лиссер[англ.]
- Фердинанд Деннис[англ.]
- Марша Дуглас[англ.]
- Глория Эскоффери[англ.]
- Джон Фигероа[англ.]
- Хонор Форд-Смит[англ.]
- Лорна Гудисон[англ.]
- Ричард Харт[англ.]
- Джон Хирн[англ.]
- Артур Хендрикс[англ.]
- Нало Хопкинсон
- Марлон Джеймс
- Линтон Джонсон[англ.]
- Роджер Мейз[англ.]
- Уна Марсон[англ.]
- Клод Маккей
- Алисия Маккензи[англ.]
- Энтони Макнил[англ.]
- Мервин Моррис[англ.]
- Мутабарука[англ.]
- Рекс Неттлфорд[англ.]
- Орландо Паттерсон[англ.]
- Джеффри Филп[англ.]
- Велма Поллард[англ.]
- Патриша Пауэлл
- Клаудия Рэнкин[англ.]
- Barry Reckord[англ.]
- Виктор Стаффорд Рейд[англ.]
- Джоан Райли[англ.]
- Тревор Рон[англ.]
- Леон Росс[англ.]
- Эндрю Салки[англ.]
- Деннис Скотт[англ.]
- Олив Синиор
- М.Г. Смит[англ.]
- Майки Смит[англ.]
- Энтони Уинклер[англ.]
- Сильвия Винтер[англ.]

## Литературные периодические издания Вест-Индии
- The Beacon[англ.] (Тринидад)
- BIM[англ.] (Барбадос)
- DIALOGUE (Тринидад)
- The Caribbean Writer (Американские Виргинские острова)
- Focus (Ямайка)
- Kyk-Over-Al[англ.] (Гайана)
- Caribbean Review of Books[англ.] (Тринидад)
- Savacou[англ.] (журнал Карибского движения художников[англ.] (Лондон, Великобритания))
- Moko - Caribbean Arts and Letters (Виргинские острова)
- Interviewing the Caribbean - letters and the visual arts (Ямайка)